# Calle Yrigoyen (Formosa)
La calle Hipólito Yrigoyen, o simplemente Yrigoyen, es una calle muy importante y transitada de la Ciudad de Formosa (en la provincia de Formosa, Argentina). Es la calle n.º 63 y lleva el nombre del Dr. Hipólito Yrigoyen (1852-1933), quien fue presidente de la República entre 1916 y 1922, y entre 1928 y 1930.

## Historia y recorrido
La calle nace con el nombre de Ituzaingó, en el año 1879. Corría el año 1930, y el entonces presidente, el Dr. Hipólito Yrigoyen fue derrocado. En 1933 fallece Yrigoyen, y en el año 1942, el entonces Intendente Municipal de la Ciudad de Formosa, Luis Gutnisky, propuso reemplazar el nombre Ituzaingó, por Hipólito Yrigoyen. Esto se cumplió un año después, por órdenes del gobernador Coronel Conrado Sztyrle, es reemplazado el nombre. Desde ese año mantiene el nombre. La calle nace su recorrido, en la Calle San Martín, (continuación Ramos Mejía), y finaliza al 4700, sobre la calle Juan Luis Diáz. En el microcentro, esta calle, se cruza con las siguientes: 
- San Martín, donde nace
- Belgrano
- Rivadavia
- Moreno
- Deán Funes
- Padre Patiño
- Mitre
- Eva Perón
- Fontana
- Av. 9 de Julio
- Sarmiento
- Julio A. Roca
- Córdoba
- Fortín Yunká
- Libertad
- Jujuy
- Padre Grotti y la avenida Pantaleón Gómez.